# Овсянников, Феликс Васильевич
Фе́ликс Васи́льевич Овся́нников (1928—2002) — советский рабочий-передовик, слесарь-наладчик Ленинградского конденсаторного завода «Кулон» Министерства электронной промышленности СССР, Герой Социалистического Труда (1974).

## Биография
Родился 13 июня 1928 года в деревне Василёво Вологодского уезда Вологодской губернии (ныне Старосельского сельского поселения Вологодского района Вологодской области) в крестьянской семье.
В 1930-х годах семья переехала в Ленинград, где мать стала работать ткачихой на фабрике «Возрождение», а отец — на конной базе. Во время Великой Отечественной войны отец и два старших сына ушли на фронт. Феликс с матерью были эвакуированы в Вологду, где он окончил семилетнюю школу.
В 14 лет поступил учеником слесаря в оружейную мастерскую. После окончания войны вернулся в Ленинград. Некоторое время работал на заводе «Арсенал», затем служил в Советской Армии ВС Союза ССР.
После увольнения из армии в запас с 1952 года работал слесарем-механиком Ленинградского завода «Радиокерамика» (ЛЗРК), который в 1969 году был переименован в Ленинградский конденсаторный завод «Кулон» и вошёл в состав научно-производственного объединения «Позитрон» Министерства электронной промышленности СССР (в дальнейшем — ОАО «Кулон»). В 1960 году вступил в КПСС.
Отличался постоянным стремлением совершенствовать производственные процессы, механизировать и автоматизировать их. Всего лишь один автомат, сделанный им для изготовления конденсаторов, в 6 раз повысил производительность труда и применялся как в нашей стране, так и за границей. За это изобретение он был награждён бронзовой медалью ВДНХ СССР. Имел 7 авторских свидетельств на изобретения, являлся автором свыше 100 рационализаторских предложений, которые дали экономический эффект более чем в 200 тысяч рублей. Являясь наставником молодёжи, щедро делился с ней своим богатым опытом, обучив специальности более 20 человек.
Будучи новатором, активным участником социалистического соревнования, ударником коммунистического труда, постоянно выполнял и перевыполнял не только производственные нормы, но и повышенные социалистические обязательства. За высокие производственные достижения в 1966 году был награждён орденом Ленина.
Указом Президиума Верховного Совета СССР от 16 января 1974 года за выдающиеся успехи в выполнении и перевыполнении планов 1973 года и принятых социалистических обязательств Феликсу Васильевичу Овсянникову присвоено звание Героя Социалистического Труда с вручением ордена Ленина и золотой медали «Серп и Молот».
Избирался членом Ленинградского областного совета профсоюзов.
Трудился на заводе до 2001 года, пока не ушёл на заслуженный отдых. Проживал в Санкт-Петербурге. Умер 19 февраля 2002 года. Похоронен в Санкт-Петербурге на Большеохтинском кладбище.

## Награды
- золотая медаль «Серп и Молот» (16.01.1974)
- два ордена Ленина (29.07.1966, 16.01.1974)
- медали СССР и Российской Федерации